# Masakr na pobřežní silnici

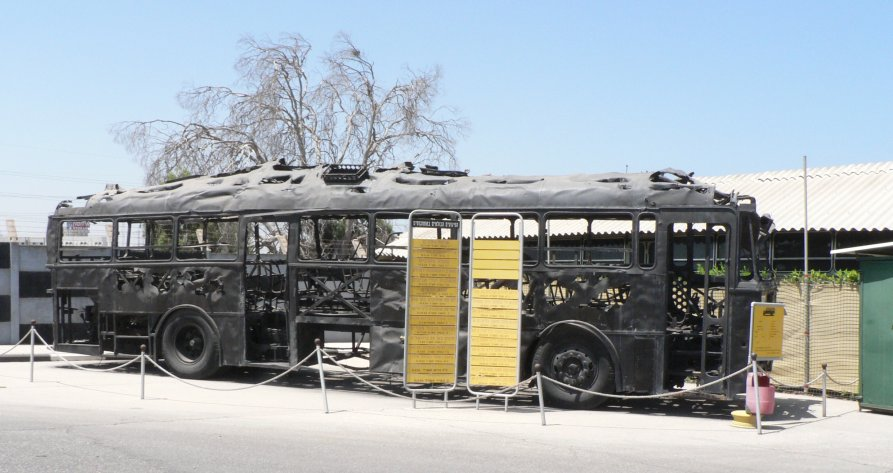
Ohořelé zbytky uneseného autobusu, Muzeum Egged, Cholon

Masakr na pobřežní silnici byl palestinský teroristický útok z roku 1978, při kterém došlo k únosu izraelského autobusu na pobřežní dálnici (H2) a následnému zabití 38 izraelských civilistů, z toho 13 dětí, a zranění dalších 71 lidí. Útok byl naplánován Abú Džihádem a proveden frakcí Organizace pro osvobození Palestiny (OOP) Fatah. Plánem bylo unést autobus jedoucí do Tel Avivu, obsadit luxusní hotel a vzít turisty a zahraniční velvyslance jako rukojmí, kteří by následně byli vyměněni za palestinské Araby vězněné v Izraeli. Načasování bylo zvoleno uprostřed mírových rozhovorů mezi Menachemem Beginem a Anwarem Sadatem. Časopis Time uvedl, že záměrem teroristů bylo „zabít tolik Izraelců, kolik je jenom možné.“ Fatah označil únos jako „operaci mučedníka Kamala Adwana“, což byl šéf operací OOP zabitý izraelským komandem při operaci Jaro mládí v Bejrútu v roce 1973.

## Únos a střelba

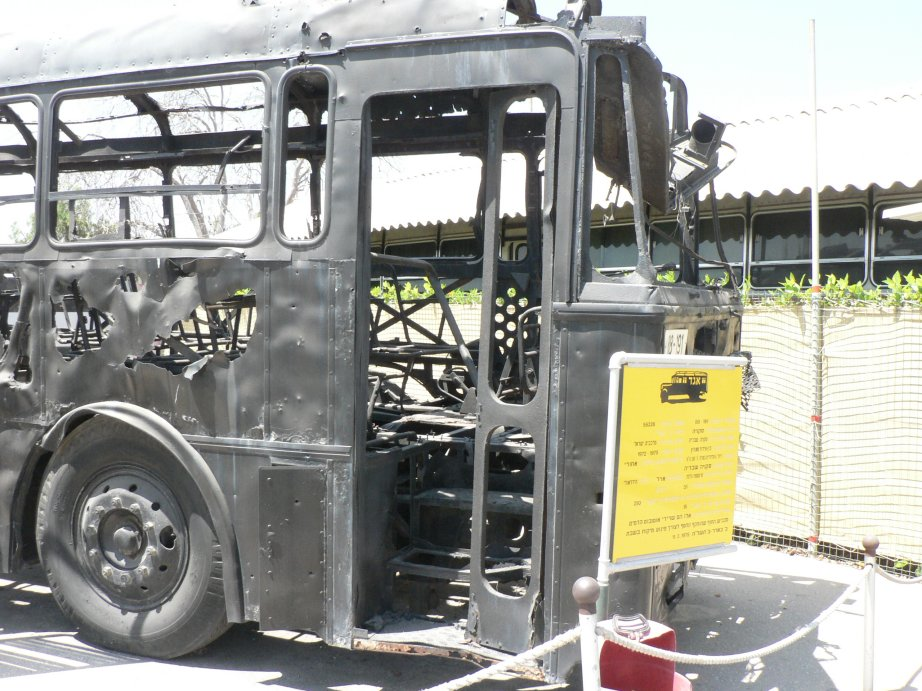
Přední část zbytků uneseného autobusu

Ráno 11. března 1978 připlula Dalal Mughrabi a její jedenáctičlenná jednotka fedajínů (včetně jedné další ženy) na malém člunu k pláži poblíž Ma'agan Micha'el, severně od Tel Avivu. Skupina připlula z Libanonu s hromadou útočných pušek AK-47 (Kalašnikov), pancéřovkami RPG a výbušninami. První obětí byla americká židovská fotografka Gail Rubinová, která fotila přírodu poblíž místa, kde se teroristé vylodili. Teroristé poté kráčeli zhruba kilometr a půl po čtyřproudé dálnici, kdy stříleli na protijedoucí automobily a unesli bílý taxi značky Mercedes-Benz, jehož posádku zabili. Cestou po dálnici směrem na Tel Aviv potkali autobus jedoucí do Haify. Začali na něj střílet, při čemž zranili řidiče a několik cestujících a donutili jej tak zastavit. Poté autobus, v němž jeli řidiči společnosti Egged se svými rodinami na jednodenní výlet, unesli.
Během jízdy Mughrabiová a její jednotka zahájili palbu a házeli granáty na protijedoucí automobily, stříleli na cestující a nejméně jednoho ze zabitých pasažérů vyhodili za jízdy z autobusu. V jeden okamžik zajali jiný autobus a donutili cestující z prvního, aby nastoupili do druhého. Autobus byl nakonec zastaven policejním zátarasem poblíž Herzlije. Následovala dlouhá přestřelka mezi únosci a izraelskými silami vedenými Ehudem Barakem. Cestující, kteří se pokusili o útěk, byli ihned zastřeleni. Časopis Time spekuloval, že během divoké střelby mohlo být více rukojmích zabito policisty než teroristy. Následná exploze, způsobená buď výbuchem palivové nádrže, či granátem, způsobila požár autobusu. Během teroristického útoku bylo zabito třicet osm civilistů, z toho třináct dětí, a dalších sedmdesát jedna lidí bylo zraněno.

## Kritika a bezpečnostní reakce

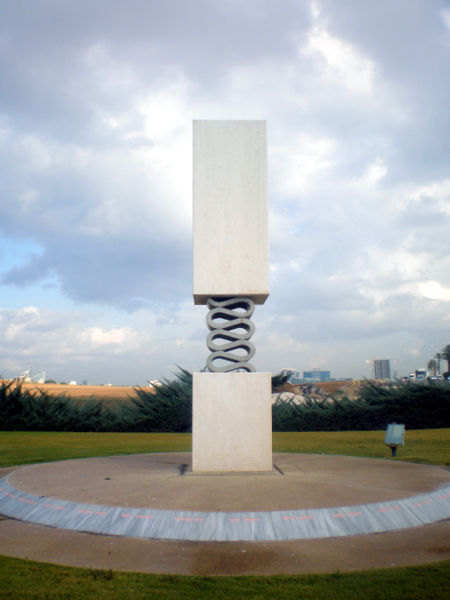
Památník teroristického útoku poblíž křižovatky Glilot na pobřežní dálnici

Zásah izraelských bezpečnostních složek při únosu, včetně závěrečné přestřelky u zátarasu, kde byl autobus zastaven, vedl v Izraeli k rozsáhlé kritice. Bezpečnostní složky byly rovněž kritizovány za skutečnost, že se teroristům podařilo za bílého dne nezpozorovaně vylodit, přesunout do vnitrozemí, zaútočit na taxi a poté ještě na dva autobusy. Byly taktéž kritizovány za to, že neuzavřely dálnici bezprostředně poté, co se dozvěděly o únosu autobusu s rukojmími.
Útok vyvolal izraelskou operaci Lítání proti základnám OOP v Libanonu, která byla zahájena o tři dny později.

## Oslavování teroristů
Izraelská nevládní nezisková organizace Palestinian Media Watch, která monitoruje antisemitismus a podporu terorismu v palestinské společnosti, uvádí příklady palestinských médií, které považují Dalal Mughrabiovou za hrdinku a jako vzor. Po Mughrabiové byla pojmenována i hebronská dívčí škola, avšak jméno školy bylo následně změněno poté, co vyšlo najevo, že školu financuje americká Agentura pro mezinárodní rozvoj (USAID). Její jméno rovněž nesly letní tábory policejních a vojenských výcvikových kurzů.
Dne 5. července 2008 věnovala televizní stanice al-Džazíra zvláštní program věnovaný Dalal al-Maghrabiové. Jeden z hostů během programu tento masakr, ve kterém al-Maghrabiová a dalších jedenáct teroristů zabilo celkem 36 Izraelců, glorifikoval a prohlásil, že „hrdinství přesahuje genderové rozdíly.“

## Důsledky
Chálid Abú Asba, jeden z pachatelů útoku, prohlásil po účasti na konvenci Fatáhu v Betlémě v srpnu 2009, že za své činy necítil žádné výčitky svědomí. Abú Asba, jenž strávil sedm let ve vězení v Aškelonu, byl propuštěn v rámci výměny vězňů. Rovněž však prohlásil, že vůči Izraelcům nepociťuje nenávist: „Naopak, mnohé z nich obdivuji, jako třeba mého právníka Lea Cemela.“